# The Nile Song
The Nile Song è un singolo del gruppo musicale britannico Pink Floyd, pubblicato nel 1969 come primo estratto dal terzo album in studio Soundtrack from the Film More.

## Descrizione
Scritto dal bassista Roger Waters, il brano, a differenza di gran parte della produzione del gruppo, è di carattere molto più duro, con uso della distorsione e parti vocali quasi urlate da David Gilmour. Nel corso degli anni è stato oggetto di molte cover di autori quali i Necros (Tangled Up), Mary Goes Round (70 Suns in the Sky) e Voivod.
Il singolo è stato inizialmente commercializzato nel 1969 dalla Odeon in Giappone e dalla Columbia in Nuova Zelanda; le due versioni differiscono per il brano contenuto nel lato B: Main Theme nell'edizione giapponese e Ibiza Bar per quella neozelandese. Nel 1970 la Harvest ha pubblicato un 7" per il mercato francese, mentre due anni dopo la Capitol ha distribuito una propria versione del singolo per il Messico.

## Tracce
7" (Giappone)
- Lato A

1. The Nile Song (Roger Waters)

- Lato B

1. Main Theme (Nick Mason, David Gilmour, Roger Waters, Richard Wright)

7" (Francia, Nuova Zelanda)
- Lato A

1. The Nile Song – 3:20 (Roger Waters)

- Lato B

1. Ibiza Bar – 3:05 (Roger Waters, Richard Wright, David Gilmour, Nick Mason)

7" (Messico)
- Lato A

1. The Nile Song – 3:20 (Roger Waters)

- Lato B

1. Remember a Day (Richard Wright)

## Formazione
- David Gilmour – voce, chitarra
- Roger Waters – basso
- Nick Mason – batteria